# Lycopodium clavatum
Lycopodium clavatum és una espècie de licopodi, un pteridòfit de la família de les licopodiàcies.

## Distribució
És subcosmopolita en zones temperades i fredes de l'hemisferi nord. A Europa es distribueix pel nord i centre del continent, estenent-se cap al sud fins al centre de Portugal, nord de la península Ibèrica, centre d'Itàlia i Bulgària. Viu als estatges montà i subalpí dels Pirineus, sobretot al vessant nord sempre en boscos de coníferes, landes i matollars de sol àcid. A Catalunya es localitza a la Vall d'Aran, Andorra, Alta Cerdanya i Conflent.

## Morfologia
Petita herba camèfita reptant amb tiges principals de fins de 80 cm. Les branques són ascendents i dicotòmiques amb microfil·les linears que acaben en un pèl rígid incolor. Els estròbils es disposen en grups d'1 a 3.

## Usos
El licopodi era designat en el segle xvi pels cuidadors dels Jardins de Simples dels monestirs, com molsa terrestre (Muscus terrestris o Muscus clavatus). Pius Font i Quer ja feia esment al fet que les espores al no ser higroscòpiques i no adherir-se a la pell, s'usaven com a suavitzant i dessecant, i per a evitar la coïssor i també com detergents quan s'han produït llagues de manera semblant al talc oficinal. Cuit es feia servir com a diürètic i antisèptic de les vies urinàries.
Les espores d'aquest licopodi es coneixen com a sofre vegetal i han estat molt utilitzades com a separador mecànic, en la fabricació de píndoles: en adherir-se parcialment a llur superfície, evitaven que s'enganxessin les unes amb les altres. El sofre vegetal, que actualment prové de plantes silvestres recol·lectades en els països d'Europa oriental i Xina, és poc utilitzat a Espanya, si bé existeixen infusions comercials de diverses plantes que inclouen tiges de licopodi.
Durant molts anys en la fabricació de coets i petards pirotècnics, ja que al posar-les al foc són extremadament inflamables i produïxen deflagració.
Les parts aèries de la planta contenen certs alcaloides, com licopodina i dihidrolicopodina, així com petites quantitats d'àcid cafeic i diversos triterpens que li atorgen un cert caràcter tòxic.

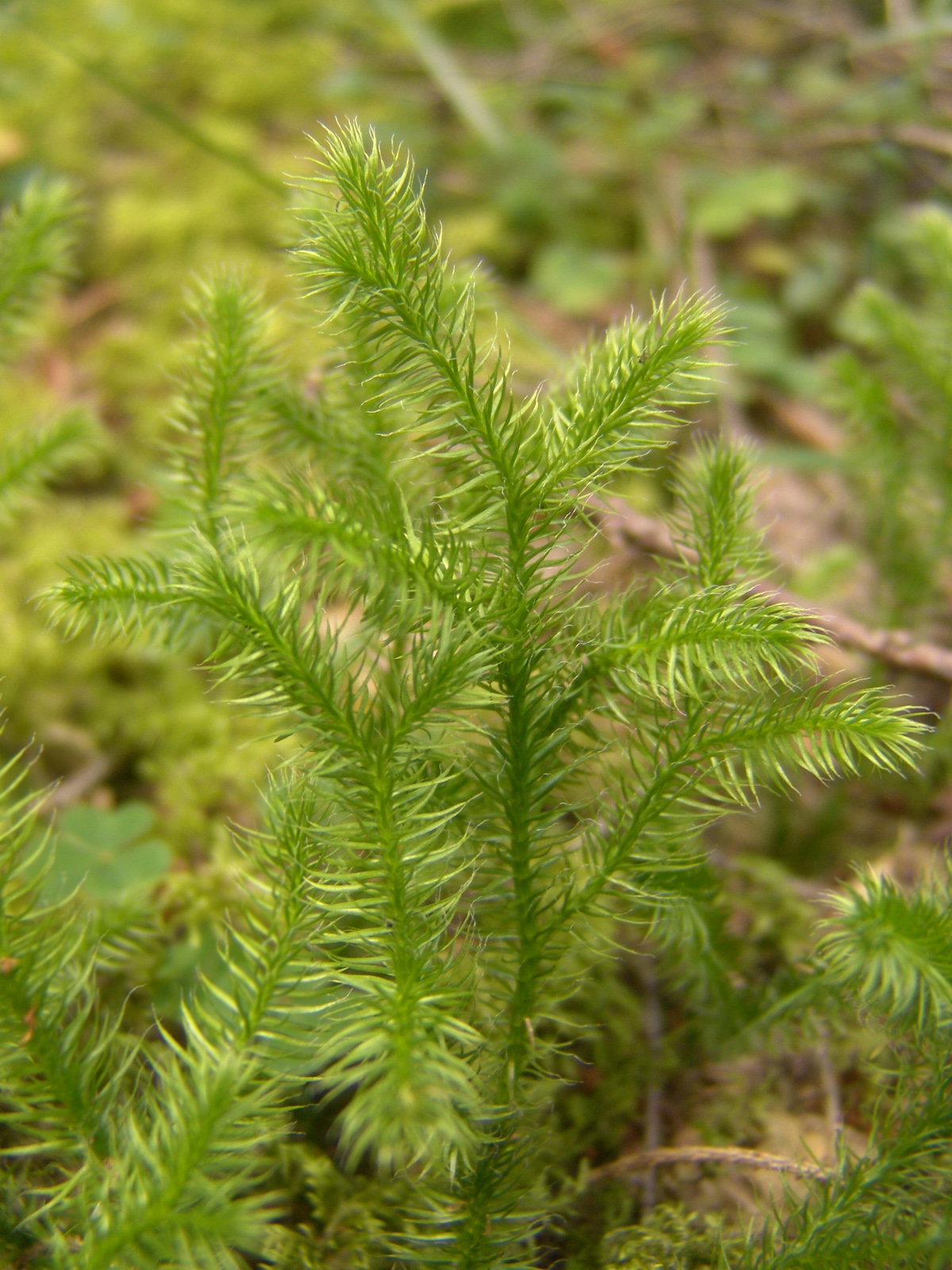
Branques estèrils
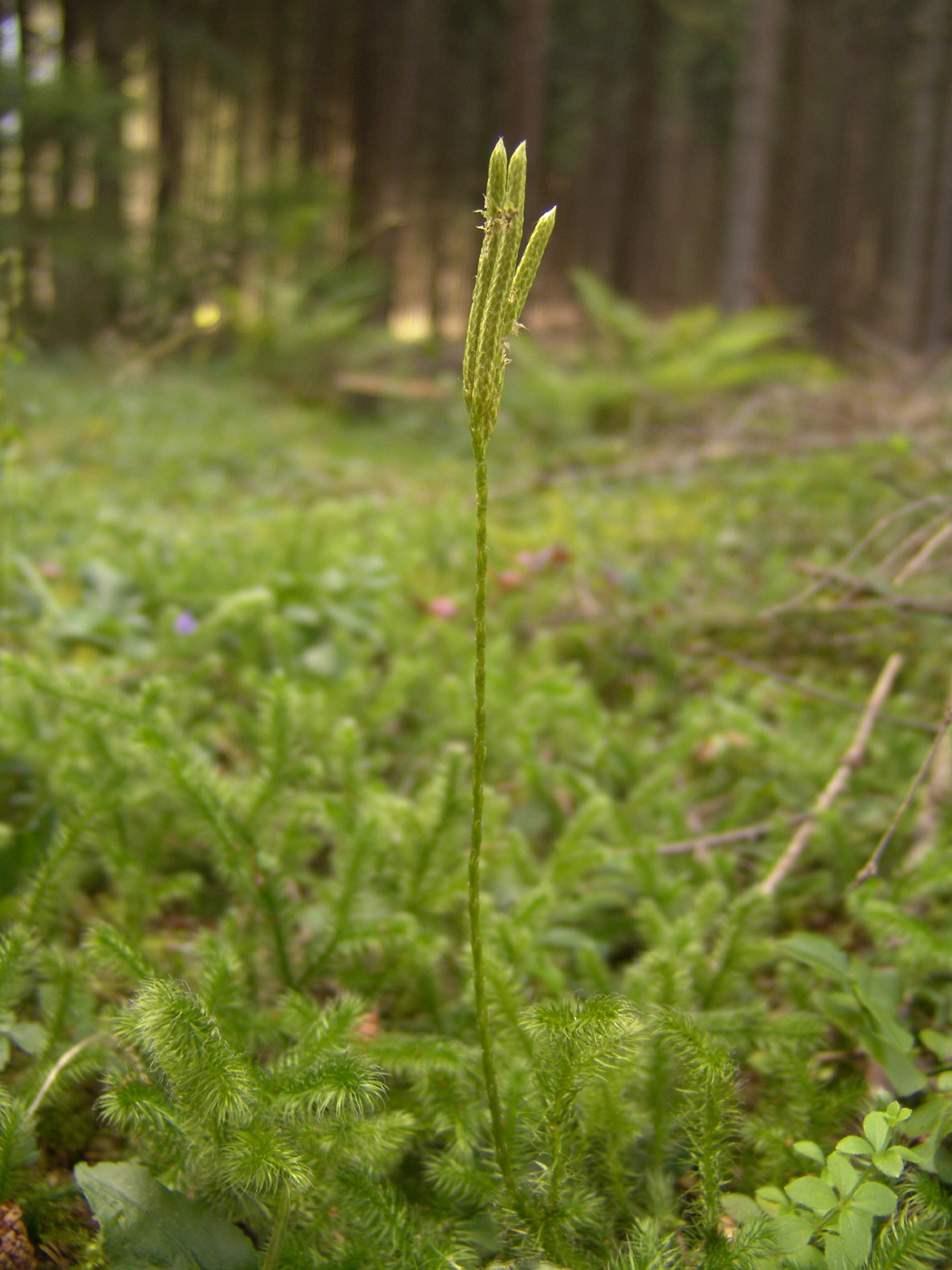
Esporofil·le
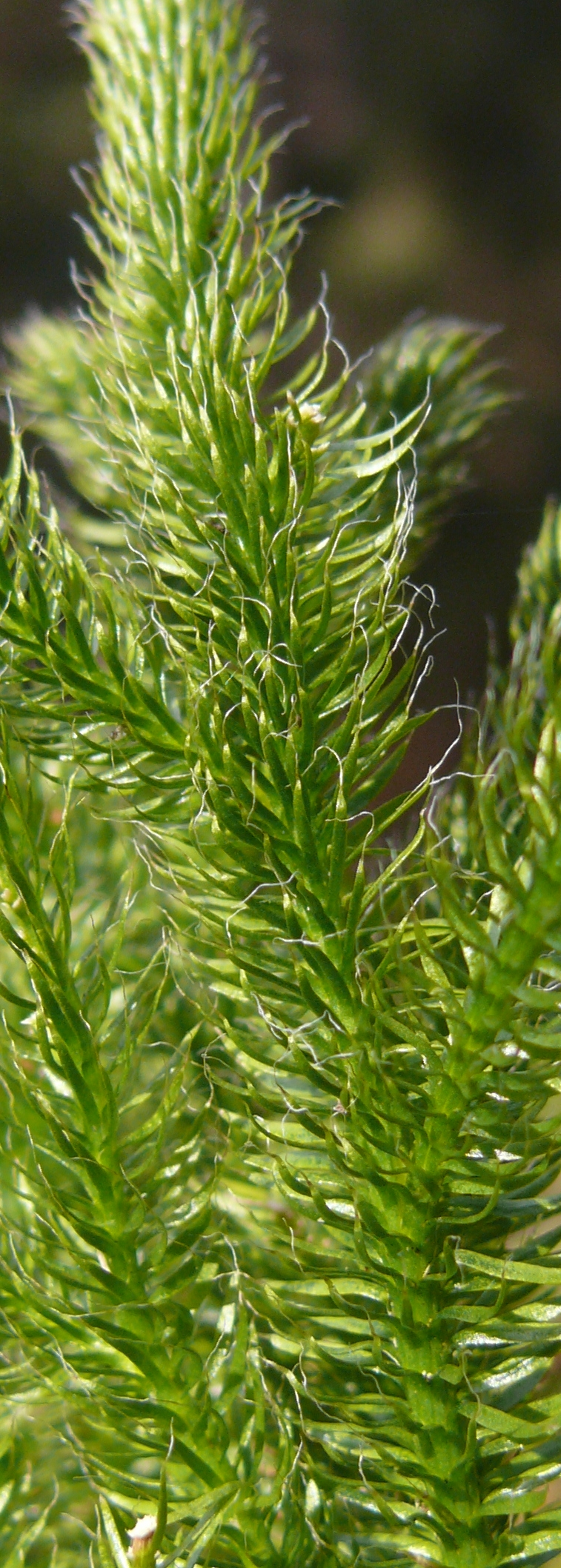
Microfil·les